# Mitromorpha swinneni
Mitromorpha swinneni is een slakkensoort uit de familie van de Mitromorphidae. De wetenschappelijke naam van de soort is voor het eerst geldig gepubliceerd in 2001 door Mifsud.